# Eukalyptusarom i viner
Eukalyptus och mint är aromkaraktärer som man emellanåt hittar i viner från områden med närhet till eukalyptusträd (exempelvis i Australien och Kalifornien), men även i andra viner från platser helt fria från eukalyptus. 
Man har visat att substansen eukalyptol (1,8-cineol), som är den aktiva aromsubstansen i själva eukalyptusoljan, också återfinns i vissa viner. Den finns i viner som har vuxit nära eukalyptusträd men även i andra viner (exempelvis i Bordeaux). 
Försök gjorda av ETS-laboratoriet i Kalifornien har visat att druvor tar upp eukalyptol från eukalyptusblad även om de inte har direktkontakt. Dessutom har man hittat eukalyptol i viner som odlats nära eukalyptusträd.
När det gäller eukalyptol som har påträffats i viner som inte vuxit i närheten av eukalyptusträd förklaras det av att man i nästan alla röda viner hittar terpener som kan bilda eukalyptol. Laura Fariña med flera fick 2005 en artikel publicerad där de visar att terpenerna limonen och alfa-terpineol under vissa förutsättningar ombildas till just eukalyptol (1,8-cineol). I det här fallet rörde det sig om Tannat-viner från Uruguay.

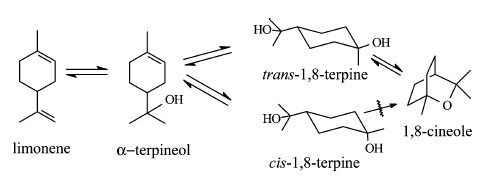
Bildning av eukalyptol från limonen och alfa-terpineol.

Deluc med flera skriver i en artikel om Cabernet Sauvignon-druvans utveckling 2007 att limonen och några av dess härledda substanser såsom mentol och 1,8-cineol är intimt associerade med eukalyptusaromen i röda viner. Limonencyklas har identifierats som det enzym som omvandlar terpenerna.
Eukalyptusaromen i röda viner kan alltså antingen uppstå genom en "smitta" av substansen eukalyptol från närliggande eukalyptusträd eller genom att den syntetiseras av druvan själv.